# Andy Jenkins
Andrew Michael Jenkins (* 11. März 1971 in Portsmouth) ist ein englischer Dartspieler. Seine größten Erfolge konnte er während der 2000er-Jahre bei der Professional Darts Corporation (PDC) einfahren.

## Karriere

### Anfänge
Jenkins begann 1994 bei der British Darts Organisation (BDO) auf professionellem Niveau zu spielen. Im selben Jahr gewann er mit der englischen Mannschaft auch bereits den ersten Titel bei den British Internationals. In den Jahren 1995 bis 1998 gewann die Mannschaft den Wettbewerb ebenfalls.
Bei der BDO-Weltmeisterschaft war Jenkins 1995 erstmals dabei, verlor aber zum Auftakt gegen Denis Ovens. Ein Jahr später gelang ihm sein erster Sieg bei einer Weltmeisterschaft, im Achtelfinale war aber Schluss. In den Folgejahren schied Jenkins jeweils in der ersten Runde aus.
Bei der letztmaligen Ausgabe der News of the World Darts Championship 1997 gelang ihm der Einzug ins Halbfinale. 1999 stand ein Viertelfinale beim World Masters zu Buche.

### 2000er-Jahre
2000 erreichte Jenkins erneut das Viertelfinale des World Masters. Bei der Weltmeisterschaft blieb er aber weiter glücklos. 2001 durfte Jenkins als BDO-Spieler am World Matchplay teilnehmen und schaffte es bis ins Viertelfinale.
Im Jahr 2002 entschied sich Jenkins zur PDC zu wechseln. Auch hier verlor er jedoch in der ersten Runde der Weltmeisterschaft. Er steigerte sich allerdings stetig, erreichte unter anderem ein Halbfinale beim World Grand Prix 2002. So war bei der Weltmeisterschaft 2003 an Position zehn gesetzt. Erneut unterlag er zum Auftakt, Chis Mason bezwang ihn.
Aufgrund der Erweiterung des Teilnehmerfelds bei der Weltmeisterschaft 2004 stiegen die Top 10 der Weltrangliste erst in der dritten Runde in das Turnier ein. Hier verlor Jenkins erneut, dieses Mal gegen Bob Anderson. Bei der Weltmeisterschaft 2005 gelang ihm schließlich ein Sieg gegen Peter Evison, der allerdings auch nur 67,34 im Average spielte. Jenkins verlor dann gegen Kevin Painter im Achtelfinale. Eine Zweitrundenniederlage widerfuhr ihm auch bei der Weltmeisterschaft 2006, bei der er an Nummer acht gesetzt war. Nach einem Sieg über Patrick Bulen unterlag er Wayne Jones.
Als Nummer 12 ging Jenkins in die Weltmeisterschaft 2007. Erstmals konnte er sein Potenzial bei dem Turnier zeigen. Auf seinem Weg ins Halbfinale besiegte er unter anderem Adrian Lewis. Raymond van Barneveld war dort allerdings deutlich zu stark, es setzte eine 0:6-Niederlage. Bei der Weltmeisterschaft 2008 konnte sich Jenkins gegen den Tschechen Miloslav Navrátil durchsetzen, verlor dann aber deutlich mit 0:4 gegen Alan Tabern.
Erfolgreicher konnte Jenkins die anderen Major-Turniere gestalten. Neben seiner Halbfinalteilnahme beim World Grand Prix 2002 erreichte er selbiges auch bei den UK Open 2004. Hierbei verlor er jeweils gegen John Part.
Nachdem er bei den German Open mit Mick McGowan aneinandergeraten war, erhielt Jenkins eine dreimonatige Sperre. Er durfte ab dem 15. Mai 2008 wieder unter Vorbehalt spielen. Allerdings konnte er sich durch die Sperre nicht für das World Matchplay qualifizieren.
Beim Grand Slam of Darts 2008 bezwang er Phil Taylor, scheiterte jedoch im Achtelfinale an Simon Whitlock.
2009 verlor Jenkins erneut in der ersten Runde einer Weltmeisterschaft, hier gegen Co Stompé. Durch das nicht verteidigte Preisgeld aus dem Jahr 2007 fiel Jenkins aus den Top 32 der Weltrangliste heraus.

### 2010er-Jahre
In der ersten Runde der Weltmeisterschaft 2010 verlor Jenkins gegen Peter Manley. Aufgrund einer weiteren Sperre konnte er dann nicht an den Players Championship Finals 2010 teilnehmen. Nach weiteren vier Monaten kehrte er abermals auf die Tour zurück, konnte sich aber für kein Major-Turnier in diesem Jahr mehr qualifizieren. Somit war er 2011 auch erstmals seit 1994 nicht bei einer Weltmeisterschaft vertreten. Über die PDC Pro Tour Order of Merit gelang es Jenkins 2013 wieder sich für die Weltmeisterschaft zu qualifizieren. Dort verlor er klar mit 0:3 gegen Justin Pipe. Hierbei gewann er lediglich zwei Legs. Im November 2013 erreichte Jenkins sein erstes Ranking-Finale seit fünf Jahren. Während die Top 16 der Weltrangliste beim Masters antraten, unterlag Jenkins Ian White im Finale des Players Championships. Knapp scheiterte er zunächst an der Qualifikation zur Weltmeisterschaft 2014, 200 £ Preisgeld fehlten ihm letztlich. Er konnte sich jedoch über ein Qualifikationsturnier für die Vorrunde des Turniers qualifizieren, verlor jedoch im entscheidenden Spiel gegen Matt Clark.
Jenkins gelang es anschließend nicht sich für die UK Open zu qualifizieren, nachdem er bei keinem Qualifier die Letzten 128 überstanden hatte. Sein bestes Ergebnis in diesem Jahr war ein Achtelfinale.
Als Nummer 69 der Weltrangliste zu Beginn von 2015 musste Jenkins bei der Q School antreten, um seine Tourkarte zu behalten. Nach einem Finalsieg über Chris Dobey gelang es ihm sich für weitere zwei Jahre eine Starterlaubnis bei PDC-Turnieren zu erspielen. Bei den UK Open scheiterte er in der dritten Runde an Josh Payne. Einmalig gelang ihm außerdem eine Viertelfinalteilnahme beim zwölften Players Championship.
Jenkins erreichte die vierte Runde der UK Open 2016, wo er gegen Vincent van der Voort verlor. Erneut gelang ihm ein Viertelfinale auf der Pro Tour, hier verlor er jedoch mit 0:6 gegen Jamie Caven. Bei der European Darts Trophy erreichte er das Achtelfinale, wo er gegen James Wade verlor. Mit einigen Achtelfinalen bei entsprechenden Turnieren konnte sich Jenkins zudem für die Players Championship Finals qualifizieren, verlor jedoch gegen Justin Pipe zum Auftakt.
Seit 2018 hat Jenkins keine Tourkarte mehr. 2019 qualifizierte er sich allerdings über ein regionales Turnier für die UK Open. Hier unterlag er Mario Robbe in der zweiten Runde. Auf der Challenge Tour gelang ihm außerdem sein erster aufgezeichneter Neundarter. Bei dieser Turnierserie gewann er auch ein Turnier.

### Karriereausklang
2020 warf er seinen zweiten Neundarter, erneut gelang ihm dies auf der Challenge Tour. 2022 gewann er sein zweites Turnier auf selbiger Tour. 2023 konnte er sich noch einmal für die UK Open qualifizieren. Hier verlor er gegen Adam Warner.
Jenkins tritt zurzeit außerdem bei Turnieren der Seniorentour (WSDT) an, für deren Weltmeisterschaft er sich 2023 auch qualifizieren konnte. Hierbei bezwang er Bob Anderson und unterlag anschließend Richie Howson.

### Sperre wegen Spielmanipulationen
Am 30. April 2025 wurde bekannt, dass Jenkins aufgrund von Verstößen gegen Glücksspielregeln von der Darts Regulation Authority für elf Jahre gesperrt wurde. Zwischen Februar 2022 und Juli 2023 soll er insgesamt zwölf Spiele manipuliert sowie vertrauliche Informationen über diese Begegnungen weitergegeben haben. Darüber hinaus musste er eine Geldstrafe in Höhe von £ 17.580 zahlen.

## Weltmeisterschaftsresultate

### BDO
- 1995: 1. Runde (1:3-Niederlage gegen  Sean Palfrey) (Sätze)
- 1996: Achtelfinale (2:3-Niederlage gegen  Andy Fordham)
- 1997: 1. Runde (0:3-Niederlage gegen  Ronnie Baxter)
- 1998: 1. Runde (1:3-Niederlage gegen  Andy Fordham)
- 1999: 1. Runde (1:3-Niederlage gegen  Graham Hunt)
- 2000: 1. Runde (2:3-Niederlage gegen  Colin Monk)
- 2001: 1. Runde (0:3-Niederlage gegen  Kevin Painter)

### PDC
- 2002: 1. Runde (3:4-Niederlage gegen  Denis Ovens)
- 2003: 2. Runde (2:4-Niederlage gegen  Chris Mason)
- 2004: 3. Runde (1:4-Niederlage gegen  Bob Anderson)
- 2005: Achtelfinale (3:4-Niederlage gegen  Kevin Painter)
- 2006: 2. Runde (3:4-Niederlage gegen  Wayne Jones)
- 2007: Halbfinale (0:6-Niederlage gegen  Raymond van Barneveld)
- 2008: 2. Runde (0:4-Niederlage gegen  Alan Tabern)
- 2009: 1. Runde (1:3-Niederlage gegen  Co Stompé)
- 2010: 1. Runde (2:3-Niederlage gegen  Peter Manley)
- 2013: 1. Runde (0:3-Niederlage gegen  Justin Pipe)

### WSDT
- 2023: Achtelfinale (1:3-Niederlage gegen  Richie Howson)

## Titel

### WDF
- England Open: Sieger des Einzels: 2000
- Japan Open: Sieger des Einzels: 2001
- Swiss Open: Sieger des Einzels: 2001

### PDC
- Secondary Tour Events
  - PDC Challenge Tour
    - PDC Challenge Tour 2019: 12
    - PDC Challenge Tour 2022: 1×
- Weitere
  - Vauxhall Autumn Open Sieger: 2000
  - Bob Anderson Classic Sieger: 2003
  - UK Open Qualifier Sieger: 1× 2003

### Sonstige
- Mill Rythe Darts Festival Sieger: 1992, 1998, 2002
- Sieger bei den British Internationals: 1994, 1995, 1996, 1997, 1998 (jeweils mit der englischen Mannschaft)
- Cosham Xmas Open Sieger: 2002, 2011
- Portsmouth Grand Prix Sieger: 2015